# No voy a llorar
No voy a llorar è un singolo della cantante dominicana Natti Natasha, pubblicato il 31 maggio 2019 su etichetta discografica Pina Records come nono estratto dall'album di debutto Iluminatti.